# Пођо Алто (Новара)
Пођо Алто је насеље у Италији у округу Новара, региону Пијемонт.
Према процени из 2011. у насељу је живело 6 становника. Насеље се налази на надморској висини од 710 м.